# Schlüsselzeremonie (London)

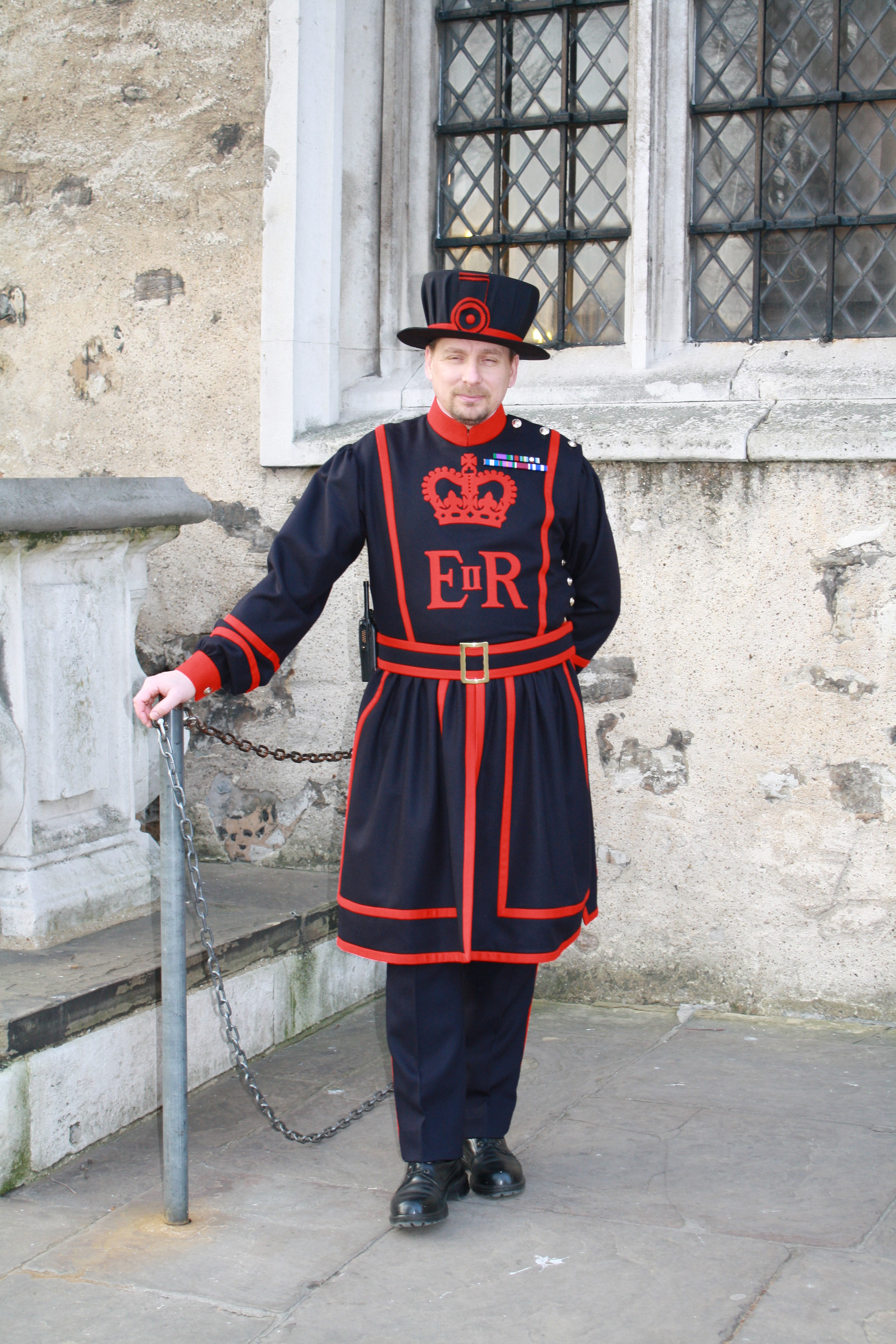
Yeoman Warder im Tower of London

Die Schlüsselzeremonie (engl. Ceremony of the Keys) ist eine Zeremonie im Tower of London. Die Zeremonie geht auf die Zeit der Tudors zurück und wird in ihrem heutigen Ablauf seit 1914 durchgeführt. Dabei geht der Chief Warder in Begleitung regulärer Soldaten die Tore und Wachtposten des Towers ab und lässt diese abschließen. Die Zeremonie endet um Punkt 22 Uhr mit einem Zapfenstreich auf dem Tower Green der verschlossenen Festung.

## Entstehung
Der Ablauf der Zeremonie inklusive der getragenen Uniformen, der gesprochenen Formeln entwickelte sich in der Regierungszeit von Königin Viktoria. Er entstand damit in einer Zeit, in der der Tower zunehmend an militärischen Aufgaben einbüßte und sich zum Ausstellungs- und Touristenort entwickelte. In diese Zeit fällt auch die bauliche Umgestaltung des Towers in eine neogotische Architektur, die mittelalterlich wirken soll.
In ihren Ursprüngen geht die Zeremonie vermutlich auf die Zeit der Tudors zurück. In diesen Jahren wurde der Tower besonders oft als Gefängnis genutzt. Die Gefangenen waren oft von hohem gesellschaftlichen Rang. Viele von ihnen durften sich innerhalb des Towers bewegen und Freiflächen wie das Tower Green betreten. Die Schlüsselzeremonie sollte sicherstellen, dass Abends alle Gefangenen an ihrem Platz waren und über Nacht nicht aus der Festung entfliehen konnten. Die Begleitung des Wachhabenden durch mehrere Soldaten ebenso wie der Austausch der Passwörter sollte vermutlich dazu dienen, dass sich keine Freunde oder Angehörige der Inhaftierten in Besitz der Schlüssel bringen konnten.
In den Zeiten des Zweiten Weltkriegs verschob sich die Zeremonie mehrfach nach hinten, da während des London Blitzes die Feuerlöscharbeiten im Tower Vorrang genossen. Zwischen 1942 und 1945 waren keine regulären Truppen im Tower stationiert, so dass die Zeremonie in diesen Jahren nur durch die Yeomen Warders durchgeführt wurde.

## Ablauf
Um 21:53 verlässt der Chief Yeoman Warder sein Quartier im Byward Tower mit einer Laterne und den Schlüsseln zum Tower in der Hand. Am Übergang zum äußeren Festungsring, am Bloody Tower trifft er eine Abordnung von vier regulären Soldaten, die ihn begleiten. Einer der Soldaten nimmt dabei die Laterne des Yeoman Warder in die Hand. Nacheinander schließt der Chief Yeoman Warder die Tore am Middle Tower und Byward Tower ab. Die Wachtposten an den jeweiligen Toren präsentieren ihm ihre Waffen.
Er kehrt zum Bloody Tower zurück, wo ihn ein Wachposten auffordert, sich zu identifizieren.
- Der Wachposten fragt: „Halt! Wer kommt dort?“
- Chief Warder: „Die Schlüssel.“
- Wachposten: „Wessen Schlüssel?“
- Chief Warder: „Die Schlüssel des Königs.“
- Wachposten: „Passiert, Schlüssel des Königs. Alles ist in Ordnung.“

Nach diesem ritualisierten Austausch von Fragen und Antworten schreitet die Gruppe in den inneren Festungsring. Dort salutiert die gesamte Wache des Towers, die dort angetreten ist. Der Chief Yeoman Warder macht darauf zwei Schritte nach vorne, lüftet seinen Tudor-Hut und sagt „Gott erhalte König Charles“, worauf die Palastwache mit „Amen“ antwortet. Danach bringt der Chief Yeoman Warder die Schlüssel für die Nacht in die Residenz des Tower-Gouverneurs. Zum Abschluss der Zeremonie findet ein Zapfenstreich auf dem Tower Green statt.
Touristen können an der Zeremonie teilnehmen, müssen sich aber vorher anmelden. Daher ist die Zeremonie oft mehrere Monate im Voraus ausgebucht.